# Giacomo Luigi Ciamician

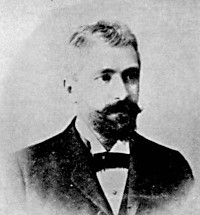
Giacomo Luigi Ciamician

Giacomo Luigi Ciamician   (Trieste, 27 d'agost de 1857 - Bolonya, 2 de gener de 1922) fou un químic italià d'origen armeni que destacà en el camp de la fotoquímica.

## Biografia
Després d'estudiar a Trieste i a Viena es doctorà a la Universitat de Giessen amb una tesi sobre l'afinitat química. Fou ajudant de Stanislao Cannizzaro a Roma. En el 1887 fou nomenat professor de química de la Universitat de Pàdua i en el 1887 de la Universitat de Bolònia.
Fou nominat nou vegades al premi Nobel sense èxit. A partir del 1898 fou membre de l'Acadèmia Nacional de Ciència i en el 1910 fou nomenat senador del Regne d'Itàlia.

## Obra
Les investigacions de Ciamician se centraren en el camp de la fotoquímica. Entre 1900 i 1914 publicà 40 notes i 9 memòries. El seu primer treball fou publicat el 1886 amb el títol On the conversion of quinone into quinol.
És considerat com el pare dels panells solars. N'instal·là un en el seu laboratori que li permetia mantenir una bombeta encesa. En el 1912 presentà un article en el 8è Congrés Internacional de Química Aplicada on apostava per l'ús de l'energia solar, una energia neta.

### Obres
- Ciamician, G.; Dennestedt, M. Ciamician synthesis of pyridines from pyrroles. Chem. Ber. 1881, 14, 1153
- Ciamician, G.; Silber, P. Ciamician photodisproportionation. Chem. Ber. 1901, 34, 2040